# Gare de Saint-Mathurin
Gare de Saint-Mathurin vasútállomás Franciaországban, Saint-Mathurin-sur-Loire településen.

## Vasútvonalak
Az állomást az alábbi vasútvonalak érintik:
- Tours–Saint-Nazaire-vasútvonal

## Kapcsolódó állomások
A vasútállomáshoz az alábbi állomások vannak a legközelebb:
- Gare de La Ménitré (Gare de Tours, Tours–Saint-Nazaire-vasútvonal)
- Gare de La Bohalle (Gare de Saint-Nazaire, Tours–Saint-Nazaire-vasútvonal)